# Colaptes cinereicapillus
Colaptes cinereicapillus är en fågel i familjen hackspettar inom ordningen hackspettartade fåglar. Den betraktas i allmänhet som underart till punaspett (Colaptes rupicola), men har getts artstatus av Birdlife International och IUCN. Fågeln förekommer i södra Ecuador och norra Peru. Den placeras i hotkategorin livskraftig.